# بیوسنتر استونی

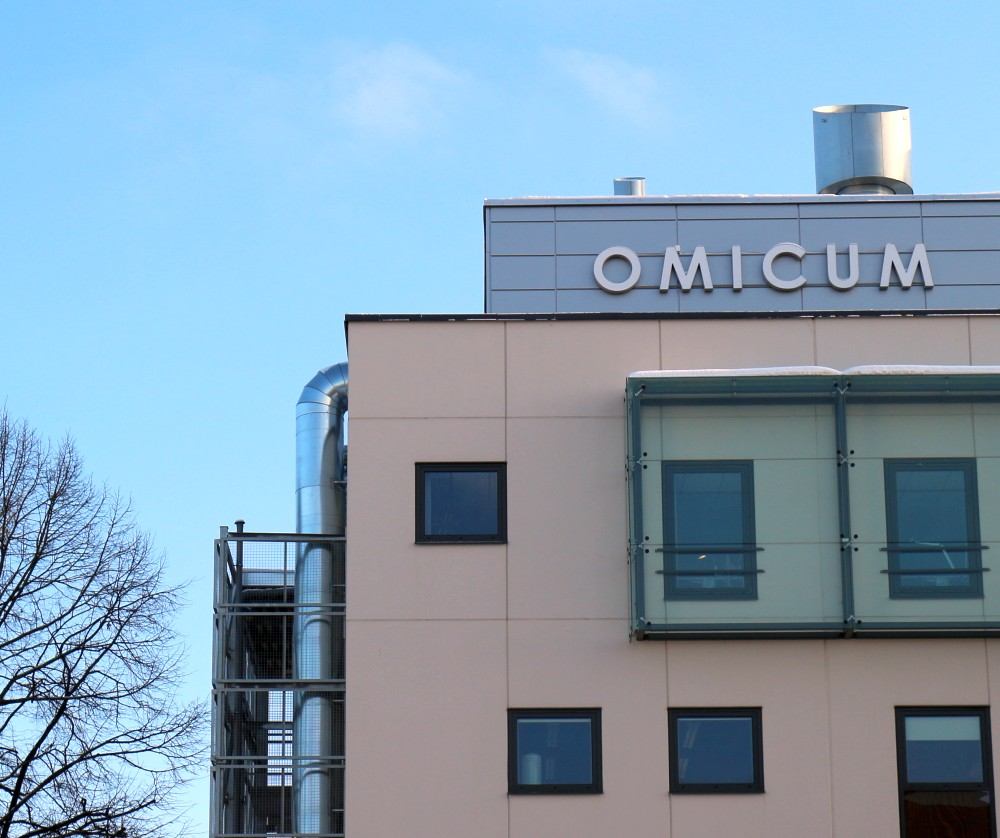
"Omicum": ساختمان مرکز ژنوم استونی و انستیتوی زیست شناسی سلولی و مولکولی در دانشگاه تارتو

بیوسنتر استونی (به انگلیسی: Estonian Biocentre) بنیاد پژوهشی ژنتیک و ژنومیک در تارتو، استونی است. این سازمان در سال ۱۹۸۶ تأسیس شده‌است. این یک سرمایه‌گذاری مشترک بین دانشگاه تارتو و انستیتوی ملی فیزیک شیمی و بیوفیزیک است.